# 三足运动

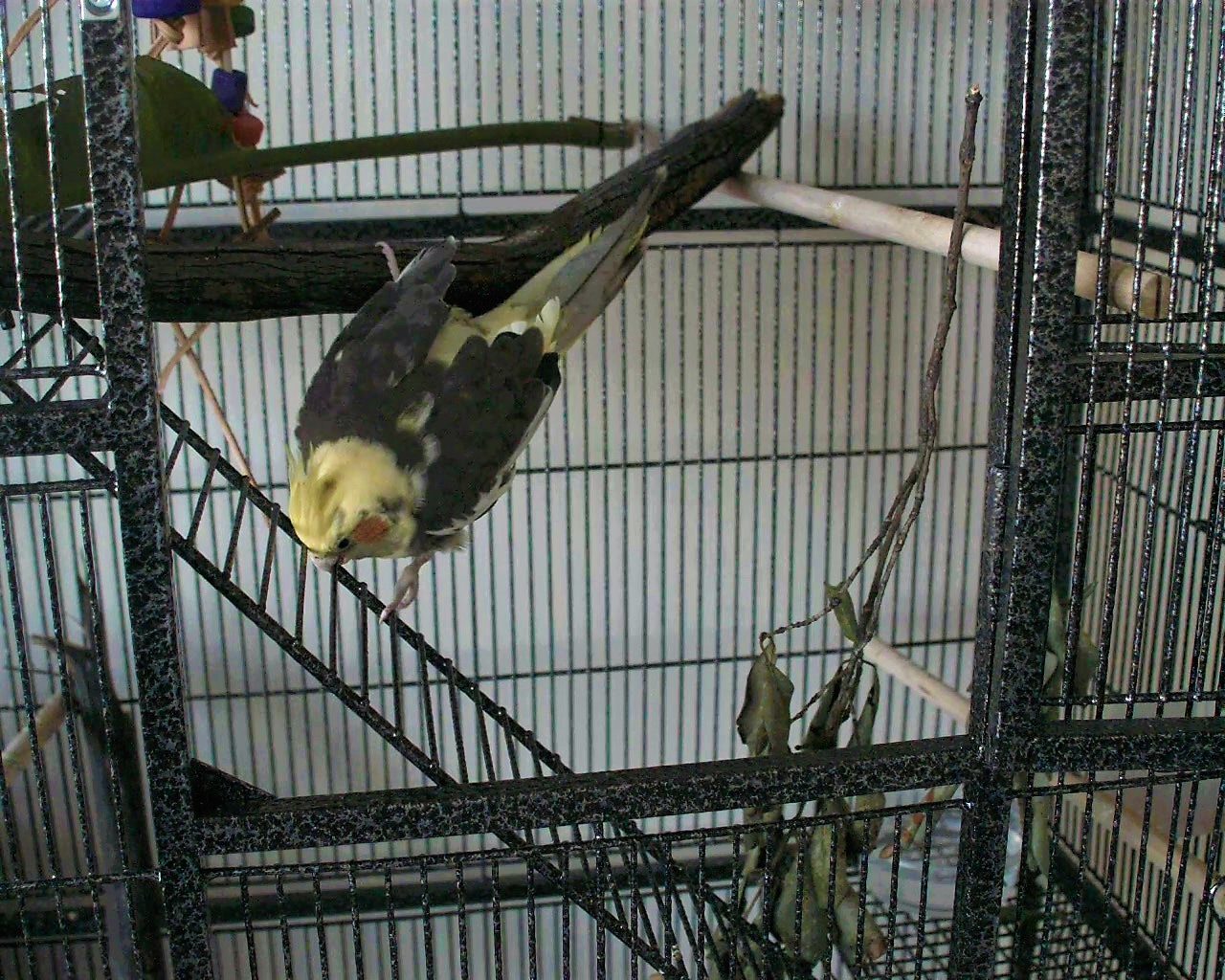
一隻雄性雞尾鸚鵡

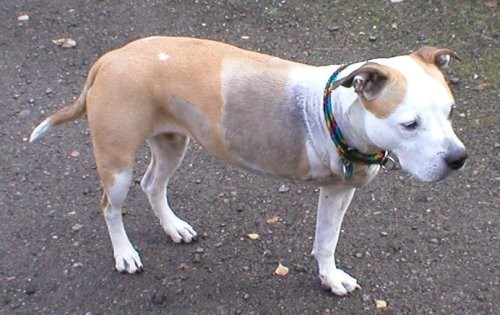
一條腿被截去的狗

三足运动是指動物通過三條腿（肢體）從一個地方移動到另一個地方。雞尾鸚鵡在攀爬時除了兩隻腳外，它的頭頸或頭部還能充當第三只腳。一些灵长目动物也能三足运动，但這種情況並不多見。 另外一些被人工截肢的四足动物實際上就只能通過三條腿來走動。